# ترام
ترام (به انگلیسی: Halftone) به نقطه‌های ریزی که روی فیلم لیتوگرافی یا زینک یا سطح چاپ شده ایجاد می‌شوند و از تراکم یا شدت آنها، سایه روشن‌های تصویر شکل می‌گیرد ترام می‌گویند.

تصویر چپ: نقطه‌های ترام زیر لوپ؛
تصویر راست: آن‌گونه که دیده می‌شود

ترام عنصری حیاتی در انواع و اقسام چاپ محسوب می‌شود. در واقع هر جا که قصد ثبت تصویر یا نوشته‌ای را به شکل رنگی یا تن‌های خاکستری دارید، وجود ترام الزامی است. تا هم‌نشینی رنگهای اصلی CMYK به درستی کار خود را انجام دهند. ترام در واقع کوچکترین جزء یک کار چاپی است.
| شبیه‌سازی ترام مشکی | شبیه‌سازی ترام زرد | شبیه‌سازی ترام مژنتا | شبیه‌سازی ترام سایان |

ترام AM (سرنام Ampletude Modulation) یا ترام متعارف (Conventional Screen)
یک دسته از ترام که معمول بوده و زیر بنای چاپ به شیوه‌های مختلف محسوب می‌شود. ترام فوق دارای این خصوصیت است که فاصله مرکز ترام یا نقاط از هم یکی است و در جاهایی از تصاویر که کم‌رنگ‌تر دیده می‌شود، اندازه ترام تغییر کرده و کوچکتر می‌شود. بنابراین در یک تصویر تک رنگ که سایه‌روشن‌هایی نیز دارد، فاصله ترام‌ها یا نقاط از هم یکی است و در جاهایی که تصویر تیره یا روشن‌تر می‌شود، اندازه ترام بزرگتر یا کوچکتر می‌شود.

## شکل ترام (Screen Shape)
شکل ترام نکته‌ای است که کمتر به آن توجه می‌شود. طراحان، کار اسکن تصاویر خود را انجام داده و عکس را در طرح خود می‌گنجانند. کار نهایی را آماده کرده و به لیتوگرافی تحویل می‌دهند. ممکن است فیلم و به دنبال آن زینک مورد نظر را نیز کنترل کنند اما تقریباً هیچ‌گاه شکل ترام را برای لیتوگرافی مشخص نمی‌کنند. اشکال مختلف ترام با تنوع بسیار، مثلاً دایره، بیضی، مربع، لوزی، لانه زنبوری، فانتزی و ... وجود دارد. اما همه آن‌ها برای هر کار چاپی مناسب نیستند. در کار چاپ افست، معمولاً از ترام مربع استفاده می‌شود. چرا که به دلایل بصری، این ترام واضح تر دیده می‌شود و در چاپ افست مناسب‌ترین است. اما ترام بیضی در محدوده Midtone لطافت و ظرافت خاصی به تصویر می‌دهد. بنابراین شاید مناسب باشد که برای چاپ تصاویر و چهره و نقاشی‌های ظریف از ترام بیضی استفاده کرد. ترام‌های دیگر معمولاً در چاپ هلیوگراور و ... کاربرد دارد. وقتی به ترام‌های چاپ افست روی زینک دقت کنید متوجه خواهید شد که در نقاط تیره، ترام‌ها درشت تر شده و در نقاط روشن، ترام ریزتر است. اما در چاپ هلیوگراور اندازه ترامها در همه جای سیلندر هیلو یکی و تاریک و روشنی طرح با تغییر در میزان گودی ترام‌ها ایجاد می‌گردد. بنابراین در می‌یابیم که شکل ترام در چاپ‌های گوناگون، متفاوت است.

## زاویه ترام (Screen Angle)

سه نمونه از ترام رنگی مدرن به همراه الگوی رنگی سی‌ام‌وای‌کی مجزا. از چپ به راست: * فیروزه‌ای (آبی دریایی) با بزرگی نقاط متفاوت * سرخابی با بزرگی نقاط متفاوت * زرد با بزرگی نقاط متفاوت * سیاه با بزرگی نقاط متفاوت * الگوهای ترکیب ترام ها * الگوی رنگی حاصله که چشمان انسان در فاصل معین رویت می‌کند که سه رنگ جدید می‌باشند.

در چاپ برای اینکه رنگها درست روی هم قرار گرفته و یک کار رنگی را درست نمایش دهند، بایستی ترام‌گذاری صورت گیرد، این ترام‌ها باید در زوایای مختلفی نسبت به هم قرار گیرند. یک کار رنگی با چهار رنگ CMYK در چاپ ساخته می‌شود اما چنانچه زاویه ترام هر چهار رنگ CMYK یکی باشد، آنچه که دیده می‌شود، از زیبایی کاملی برخوردار نیست، درست به همین دلیل است که زوایای مختلف ترام ایجاد گردیده تا هم‌نشینی رنگهای CMYK به درستی صورت گرفته و چاپ زیبایی از یک کار به بار بنشیند. قبل از آن‌که به زوایای استاندارد رنگ‌های CMYK بپردازیم، چند نکته قابل ذکر است. نکته اول این‌که از نظر بصری و بر اساس اعصاب بینایی زاویه ۴۵ درجه کمترین دید و ۹۰ یا صفر درجه بیشترین زاویه دید را به ما می‌دهد. مثلاً لوزی به دلیل اینکه قطرهای آن زاویه ۹۰ درجه با هم می‌سازند نسبت به مربع که قطرهای آن زاویه ۴۵ درجه می‌سازند، بهتر و زودتر دیده می‌شود. از طرف دیگر چنانچه اختلاف زاویه دو ترام مختلف کمتر از ۳۰ درجه باشد، حالتی خاص در چاپ پدید می‌آید که به آن پیچازی می‌گویند. در این وضعیت لطافت کار رنگی از بین رفته و پیچش‌های متعددی در کار چاپی دیده می‌شود. بنابراین در این‌جا بایستی این دو نکته را مد نظر داشت و بر اساس این اطلاعات باید زاویه ترام مناسب را به هر کدام از رنگ‌های CMYK اختصاص داد. بر اساس دانسیته‌های فوق زوایای ترام استاندارد برای چاپ افست و بسیاری از انواع دیگر چاپ به صورت C=۱۵ M=۷۵ Y=۰ K=۴۵ در نظر گرفته شده‌است. دقت در زاویه دادن به ترامها حائز اهمیت است. رنگ مشکی یا K به دلیل این‌که بیشتر از همه رنگ‌ها قابل دیدن است در زاویه ۴۵ درجه که کمتر به چشم می‌آید، قرار داده شده و رنگ زرد که کم‌رنگترین رنگ CMYK است در زاویه صفر یا ۹۰ درجه که بیشتر به چشم می‌آید، قرار داده شده‌است. این نوع زاویه ترام باعث می‌گردد که مسئله حداقل اختلاف زاویه دو ترام CMYK که ۳۰ درجه است رعایت شده باشد. تنها رنگ زرد است که با دو رنگ C و M اختلاف ۱۵ درجه‌ای یعنی کمتر از ۳۰ درجه دارد که البته به دلیل کم‌رنگ بودن رنگ زرد مسئله پیچازی پیش نمی‌آید. گاهی برای انواع دیگر چاپ زاویه ترام‌ها را کمی تغییر می‌دهند تا حالت مناسبتری برای آن نوع چاپ ایجاد گردد. مثلاً در چاپ افست رول، گاهی به شکل C=۷۵ M=۴۵ Y=۰ K=۱۵ تغییر می‌کند.
| ترام مشکی چهار رنگ | ترام زرد | ترام مژنتا | ترام سایان |

در یک کار چاپی ۲ یا ۳ رنگ که به شکل تفکیکی چاپ می‌گردد، در انتخاب رنگها و زوایای ترام، دقت لازم را داشته باشید. مثلاً از زینک زرد برای چاپ رنگ تیره به همراه رنگ‌های تیره دیگر استفاده نکنید. زیرا احتمال پیچازی وجود خواهد داشت. البته این مسئله در حالتی است که رنگ‌های تفکیکی در جایی با هم به شکل ترام ترکیب شوند و گرنه چنانچه در همه جای کار چاپی، رنگ‌ها به شکل تفکیکی و مجزا چاپ گردند، اشکالی ایجاد نخواهد شد.

## دقت ترام (Screen Ruling ) (Screen Resolution)
دقت ترام همان ریزی و درشتی ترام است که بر حسب خط در سانتی متر lpc یا خط بر اینچ (Lines per inch) (lpi) بیان می‌شود. هر چه lpi بیشتر باشد ترام ریز تر است یعنی تعداد خط بیشتری در یک اینچ جا می‌گیرد و هر چه lpi کمتر باشد ترام درشت تر است. کنترل و کار با ترامهای درشت تر، ساده‌تر است. اما جزئیات در چاپ با ترام‌های درشت تر دیده نمی‌شود. برای چاپهای مختلف، اندازه ترام متفاوت است. در چاپ افست معمولاً از ۱۵۰ lpi تا ۲۰۰ lpi چاپ صورت می‌گیرد. اما میزان انتخاب اندازه ترام به موارد متعدد بستگی دارد. از جمله نوع ماشین چاپ، کاغذ مورد استفاده، مرکب چاپ و عوامل بسیار دیگر، بنابراین بالا رفتن lpi با وجود آنکه دقت کار را بیشتر می‌کند اما گاهی به دلیل ناتوانی ماشین چاپ یا نوع کاغذ، دقت لازم انتقال نمی‌یابد. بنابراین انتخاب مناسب اندازه ترام، به کار چاپی لطافت لازم را خواهد داد. 
بسته به کار شما و نوع کاغذی که جهت چاپ استفاده می کنید و میزان جذب رنگ در آن، اندازه ترام متفاوت است. مثلاً در چاپ سیلک چون دقت کار پایین است و شیوه چاپ با وسایلی است که دقت زینک را ندارد، ترام جهت خروجی فیلم، درشت انتخاب می گردد. مثلاً ۱۲۰ lpi یا به عبارت دیگر ۱۲۰ خط در اینچ.

## تشخیص ترام و خصوصیات آن
با یک ذره‌بین چاپ (لوپ) می‌توانید از دنیای ترام لذت ببرید. لوپ خود را روی یک کار چهار رنگ بگذارید. آنچه مشاهده می‌کنید یا یک سطح کامل پر از رنگ است که تن پلات می‌گویند یا این‌که از نقاط رنگی فراوانی تشکیل شده که با زوایای مختلف در کنار یکدیگر قرار گرفته‌اند و بین آن‌ها سفید است در چنین وضعیتی نقاط رنگی سایان، مژنتا، زرد و مشکی (CMYK ) را خواهید دید و همین وضعیت باعث ایجاد جلوه زیبای تصاویر می‌شود. در یک کار چهار رنگ ترام‌ها به گونه‌ای در کنار یکدیگر می‌نشینند که تشکیل یک گل را می دهند. در بهترین حالت و صحیح‌ترین وضعیت قرارگیری ترامها، این گل منظم و کامل است اما اگر در هر یک از رنگ‌ها جابه‌جایی رخ دهد زیبایی و نظم گل از بین می‌رود. بنابراین چنانچه کاری را بعد از برش ملاحظه می‌کنید از شکل گل ترام می‌توان در مورد کیفیت چاپ نظر داد. اکنون روشی را برای تشخیص درصد ترام با هم مرور می‌کنیم.
به حاشیه کناری یک سند چاپ شده دقت کنید، همان‌جایی که ترام رنگهای مختلف را قرار داده‌اید، وقتی که لوپ خود را روی این ترام‌ها حرکت می‌دهید به ترامی می‌رسید که شطرنجی کامل است. دقت کنید که این وضعیت ترام ۵۰٪ را نشان می‌دهد. بنابراین چنانچه ترام رنگ به‌خصوصی را مشاهده کردید که از وضعیت شطرنجی پرتر بود، درصد آن‌ را با توجه به ۵۰٪ (حالت شطرنجی) و اندازه ترام روی کار می‌توانید تشخیص دهید. هر چه بیشتر تمرین کنید دقت تشخیص شما بالا خواهد رفت. بنابراین، با قرار دادن لوپ روی هر قسمت کار با تفکیک چشمی رنگهای CMYK و بررسی جداگانه آن‌ها به‌راحتی، اما با تمرین زیاد می‌توانید درصد رنگ‌هایی که در قسمت‌های مختلف یک کار چهار رنگ چاپ شده‌است تشخیص داده و با کنترل کل ترام، کیفیت چاپ را بررسی نمایید.
ترام نوع سوزن با ترام عکس (FM) (سرنام Frequency Modulation)
نوع دیگری از ترام که اخیراً ابداع شده‌است ترام سوزنی گفته می‌شود. این ترام بسیار دقیق‌تر از ترام AM است و جزئیات تصاویر را به خوبی نمایان می‌کند. تفاوت عمده دو ترام AM و FM در این است که فاصله ترام‌ها در نوع AM یکی است، در حالی که ترام‌های نوع FM بسیار ریز بوده و فاصله آن‌ها از هم متغیر است.